# Craterostigmidae
Craterostigmidae is een familie van duizendpoten (Chilopoda) uit de orde van de Craterostigmomorpha. Het is de enige familie uit die orde, en ze bestaat zelf uit een enkel geslacht, Craterostigmus Pocock, 1902.
Reginald Innes Pocock richtte de familie en het geslacht op voor een nieuw ontdekte soort uit Tasmanië, Craterostigmus tasmanianus Pocock, 1902, een "archaïsche soort, die overleefd heeft in deze geïsoleerde uithoek van de wereld"; ze was ontdekt op Mount Rumney bij Hobart.
Meer dan een eeuw was dit de enige bekende soort in deze familie. In 2008 beschreven Gregory D. Edgecombe en Gonzalo Giribet Craterostigmus crabilli uit Nieuw-Zeeland als nieuwe soort. Voordien waren de Craterostigmus van Nieuw-Zeeland beschouwd als behorende tot dezelfde soort als de Tasmaanse, op basis van hun uiterlijke kenmerken.